# Ньянга
Ньянга (фр. Nyanga) — провінція на півдні Габону. Адміністративний центр - місто Чибанга.

## Географія
Площа становить 21 285 км². Межує на північному заході з провінцією Огове-Маритім, на північному сході з провінцією Нгуні, на сході і півдні з Республікою Конго.
На заході провінція омивається Гвінейською затокою Атлантичного океану. Через провінцію зі сходу на захід протікає річка Ньянга, яка впадає в Атлантичний океан.

## Населення
За даними на 2013 рік чисельність населення становить 52 854 осіб    .
 Динаміка чисельності населення провінції за роками: 
| 1993   | 2013   |
| ------ | ------ |
| 39 430 | 52 854 |

## Департаменти
Провінція розділена на 6 департаментів.

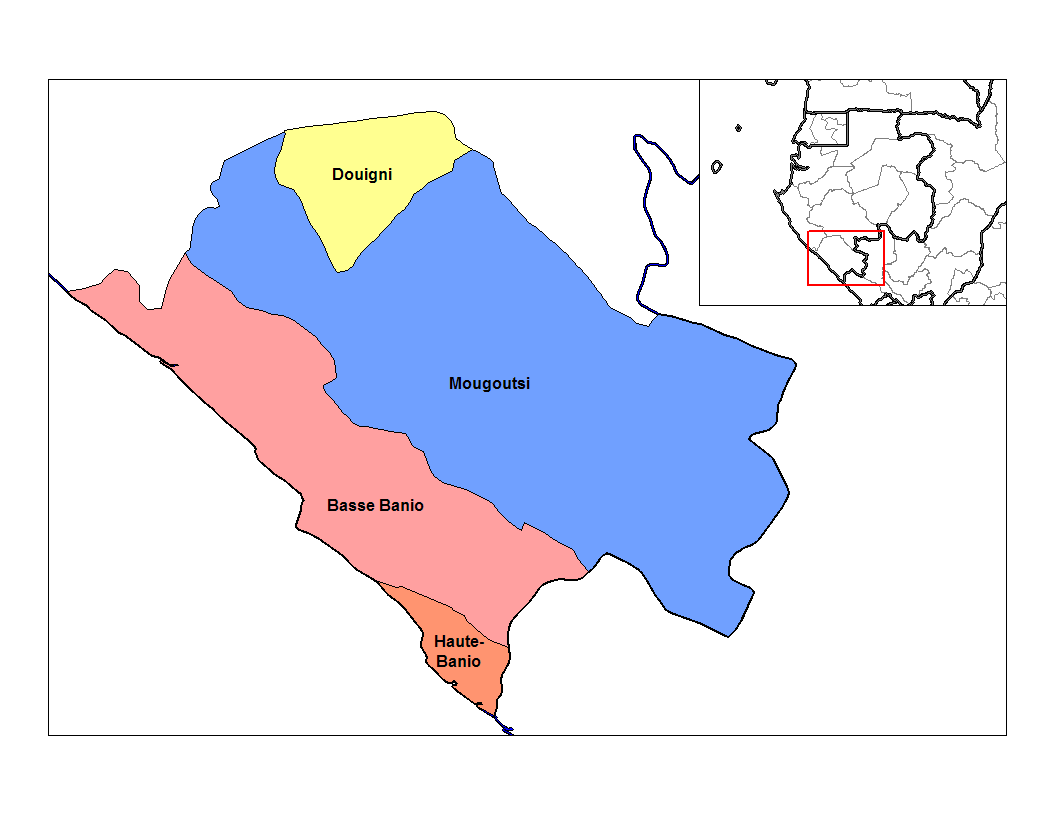
Департаменти Ньянга (стара версія).

- Басе-Баніо (адм. центр — Маюмба) (Basse-Banio)
- Дуїгні (адм. центр — Моабі) (Douigny)
- Дуцила (адм. центр — Мабанда) (Doutsila)
- Верхнє-Баніо (адм. центр — Ндінді) (Haute-Banio)
- Монго (адм. центр — Мулінгі Бінза) (Mongo)
- Мугуці (адм. центр — Чибанга) (Mougoutsi)